# Аріель Дорфман
Володимиро Аріель Дорфман (6 травня 1942 року) — аргентинський, чилійський американець романіст, драматург, есеїст.  Громадянин США з 2004 року. З 1985 року — професор літератури та латиноамериканських студій в університеті Дюка в Дарем, штат Північна Кароліна .

## Біографія
Аріель Дорфман народився в Буенос-Айресі 6 травня 1942 року в родині  Адольфа Дорфмана. Батько Аріеля  народився в Одесі (тоді Російська імперія) в заможній єврейській родині і був видатним аргентинським професором економіки. Мати, Фанні Зелікович Дорфман,  бесарабського єврейського походження з Кишинева. Незабаром після народження Аріеля вони переїхали до США. У 1954 році  переїхали до Чилі. Аріель Дорфман відвідував університет. Згодом працював професором університету Чилі. Дорфман повинен був працювати в нічну зміну в президентському палаці Ла Монеда ввечері перед переворотом Піночета, але він змінив свою зміну зі Клаудіо Джімено, не знаючи, що має бути. Вимушений покинути Чилі в 1973 році  після перевороту генерала Аугусто Піночета. Дорфман продовжував жити в Парижі, Амстердамі та Вашингтоні, округ Колумбія, з 1985 р. Викладав в університеті Дюка.Він одружився з Анжелікою Малінаріч у 1966 році і став громадянином Чилі в 1967 році. З 1968 по 1969 рік він навчався в аспірантурі Каліфорнійського університету в Берклі, а потім повернувся до Чилі. 
У 1990 році він та його дружина Анжеліка розділили свій час між Сантьяго та США. 

## Кар'єра
З 1970 по 1973 рік Дорфман виконував функції культурного радника президента Сальвадора Алленде. За цей час він підготував з Арманом Маттелартом критику культурного імперіалізму Північної Америки «Як читати Дональда Дака».  
Дорфман був членом групи 88, групи підписників суперечливої реклами в «Хроніці», студентській газеті герцога під час справи герцога Лакросса . 
Дорфман детально розповідає про своє життя вигнанців та про культурне життя у своєму спогаді «Напрямок на південь, дивлячись на північ», про що говорили Елі Візель, Надін Гордімер, Томас Кенелі та інші.     

## Літературна творчість

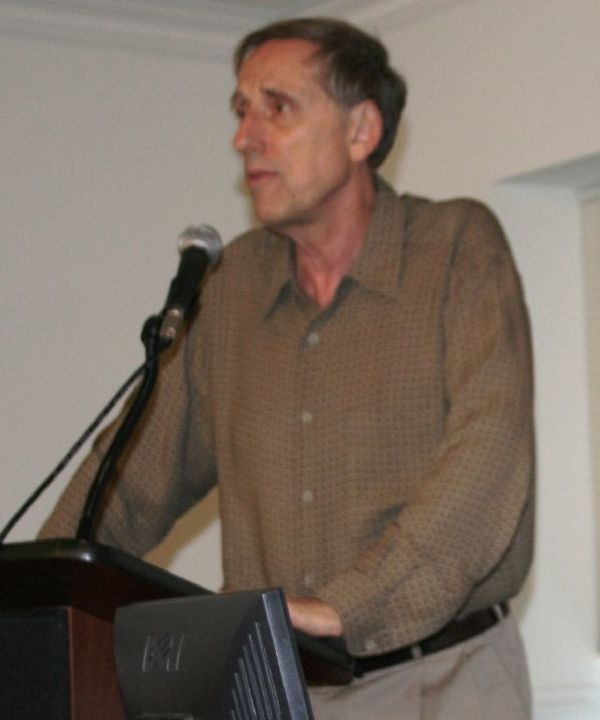
Дорфман у 2007 році

Його найвідоміша п’єса «Смерть і діва» описує зустріч колишньої жертви катувань з чоловіком, який, на її думку, мучив її. За драмою  був знятий фільм у 1994 році Романом Полански в головних ролях Сигурні Вівер та Бен Кінгслі.  Дорфман визначив "різкий, болісний чилійський перехід до демократії». Вистава отримала відродження  в сезоні 2011–2012 років у театрі Гарольда Пінтера в лондонському Вест-Енді. 
Його теза про абсурд у п’єсах Гарольда Пінтера була опублікована іспанською мовою як El absurdo entre cuatro paredes: el teatro de Harold Pinter (Абсурд у чотирьох стінах: театр Гарольда Пінтера) редакції Universitaria, в Сантьяго, Чилі, в 1968 році (124 сторінки).  Пізніше Пінтер став особистим другом, а також впливав на роботу Дорфмана і його політичне мислення.  
Критик Піночета, він багато писав про справу про екстрадицію генерала для іспанської газети «Ель Паїс» та інших публікацій, а також у книзі «Екзорсинговий терор: Неймовірна нескінченна судова розправа».  
Твори Дорфмана перекладено більш ніж 40 мовами та виконано у 100 країнах. Він — лауреат премії «Судамерікана». У 1996 році разом із сином Родріго він отримав нагороду за найкращу телевізійну драму в Британії для в'язнів у часі. Його вірші, зібрані в «Останній вальс» в Сантьяго та «У випадку пожежі на чужині», перетворилися на півгодинний  фільм, в якому прозвучали голоси Емми Томпсон, Боно, Гарольда Пінтера та інших. 
Драма про права людини Дорфмана «Говори правду до влади: Голоси з-за темряви» (заснована на інтерв'ю з правозахисниками, проведеним Керрі Кеннеді Куомо ). Прем’єра драми відбулася в Центрі Кеннеді у Вашингтоні, округ Колумбія, в 2000 році, а згодом вийшла в ефір PBS як частина його серії «Great Performans. У спектаклі знялися Кевін Клайн, Сігурні Вівер, Алек Болдуін та Джон Малкович, серед інших — режисер Грег Мошер.  
П'єса Дорфмана «Інша сторона» мала свою світову прем'єру в Новому національному театрі в Токіо в 2004 році. Про Дорфмана розповідає  повнометражний документальний фільм «Обіцянка мертвим: Подорож вигнання Аріеля Дорфмана», знятий за його мемуарною книгою «Південь, дивлячись на північ» та режисера Пітера Реймонта. Фільм мав  світову прем'єру на Міжнародному кінофестивалі в Торонто 2007 року 8 вересня 2007 року. В листопаді 2007 року Академія кіномистецтв і мистецтв фільм був названий одним із 15 фільмів, який увійшов до списку оскарівських документальних фільмів. 22 січня 2008 року цей список було звужено до п'яти фільмів  і «Обіцянка мертвим» не входила до п'яти документальних фільмів, визначених на «Оскар». 
За твори  письменник був удостоєний  премії Лоуелла Томаса. В 2007 році його мюзикл Dancing Shadows був продемонстрований у Сеулі, Корея. Ця співпраця з Еріком Вулфсоном, головним композитором проєкту «Алан Парсонс», отримала п'ять нагород корейських «Тоні». У 2011 році відбулася прем'єра його п'єса "Пургаторіо"  іспанської мови в Мадриді, в якій знялися Вігго Мортенсен і Карме Еліас . 
На даний момент Дорфман має декілька кінопроєктів із синами Родріго та Хоакіном Дорфманом, включаючи екранізацію свого роману «Терапія Блейка» . 
Аріель Дорфман також регулярно пише такі публікації як «Нью-Йорк Таймс», «Вашингтон Пост», «Лос-Анджелес Таймз», «Гардіан» (де у нього розміщений блог), «Ле Монде» та "Л'Уніта». 
Він є членом L'Académie Universelle des Cultures у Парижі та Американської академії мистецтв і наук . 

## Книги
- El absurdo entre cuatro paredes: el teatro de Harold Pinter [Архівовано 11 лютого 2009 у Wayback Machine.] . Сантьяго, Чилі : Редакційний університет, 1968.
- Як читати Дональда Дака : Імперіалістична ідеологія в коміксі Діснея ( Para leer al Pato Donald, 1971), з Армандом Маттелартом ; тр. Девід Кунцл. Лондон: Міжнародний генерал, 1975 ISBN 0-88477-023-0
- Повстання кроликів ( La rebelión de los conejos mágicos, 1986), 2001 р.
- Сильний дощ ( Moros en la costa, 1973), тр. Джордж Шиверс і Дорфман. Колумбія (Лос-Анджелес): Readers International, 1990
- Вдови ( Viudas, 1981), тр. Стівен Кесслер. New York: Pantheon Books, 1983 ISBN 1-58322-483-1
- Остання пісня Мануеля Сендеро, ( La última canción de Manuel Sendero, 1982), тр. Джордж Р. Шиверс і Дорфамн. Нью-Йорк: Вікінг, 1987 0140088962
- Стара одяг імперії. Те, що нам знає самотній рейнджер, Бабар, читацький дайджест та інші помилкові друзі , Книги Пантеона, Нью-Йорк, 1983 (2-е видання 2010) ( Patos, elefantes y héroes: La infancia como subdesarrollo, 1985)
- Останній вальс у Сантьяго та інші вірші заслання та зникнення ( Pastel de choclo, 1986), тр. Едіт Гроссман і Дорфамн, Нью-Йорк: Вікінг, 1988
- Туш ( Маскарас, 1988), Нью-Йорк: Вікінг, 1988
- Мій дім у вогні, новели, тр. Джордж Шиверс і Дорфман; Нью-Йорк: Вікінг, 1990
- Деякі пишуть у майбутнє: Нариси сучасної художньої літератури Латинської Америки (1991)
- Смерть і діва ( La muerte y la doncella, 1991), п’єса у трьох діях; Лондон: Нік Херн Книги (Нью-Йорк: Пінгвін Книги, 1992).
- Конфіденц ( Konfidenz, 1994), Нью-Йорк: Farrar, Straus, and Giroux, 1994
- Читач, драма, Книги Ніка Ерна, Лондон, 1995
- Повертаючись на південь, дивлячись на північ: двомовна подорож ( Румбо аль-Сур, десяандо-ель-Норте, 1998), Нью-Йорк: Фаррар, Строс і Жиру, 1999 ISBN 0-14-028253-X
- Няня та Айсберг ( La Nana y el Iceberg, 1999), Нью-Йорк: Farrar, Straus, and Giroux, 1999
- Трилогія опору ( Смерть і Діва, Вдови, Читальник ), Нік Ерн Книги Лімітед, 1998
- Терористичний терор: Неймовірний безперервний процес над Августо Піночетом ( Más allá del miedo: El largo adiós a Pinochet, 2002), Seven Stories Press, 2002 ISBN 1-58322-542-0
- Терапія Блейка, Seven Stories Press, Нью-Йорк, 2001 ( Терапія )
- У випадку пожежі на чужині: нові та зібрані вірші з двох мов (2002)
- Інші вересні, Багато Америк: Вибрані Провокації, 1980–2004 (2004) ( Otros septiembres )
- Маніфест іншого світу: голоси поза темрявою . Seven Stories Press, 2004
- Спогади про пустелю: Подорожі по півночі Чилі . National Geographic Books, 2004.
- Горіння міста (з Хоакін Дорфман) (2006) ISBN 0-375-83204-1
- Американос: Los pasos de Murieta (2009)
- Годування мріями: зізнання неприкаяного вигнання (2011)

## Документальні фільми
- Montes-Bradley, Eduardo (Director) (1999). Harto The Borges (Feature Documentary). USA: Heritage Film Project, US.
- Файли Сантьяго, 2011 р. (Інтерв'ю) [художній документальний фільм]